# Barvinkove (Charkovská oblast)
Barvinkove (ukrajinsky Барвінкове; rusky Барвенково – Barvenkovo) je město v Charkovské oblasti na Ukrajině. Leží na řece Suchyj Torec (levý přítok Kazenného Torce, přítoku Severního Doňce) ve vzdálenosti zhruba 130 kilometrů jihovýchodně od Charkova, správního střediska oblasti. Po administrativně-teritoriální reformě v červenci 2020 patří do Izjumského rajónu, do té doby bylo centrem Barvinkovského rajónu. Žije zde přibližně 8 700 obyvatel. V roce 2013 mělo město 10 377 obyvatel.

## Dějiny
Sídlo zde založil v 17. století kozácký vůdce Ivan Barvinok, po kterém se také jmenuje. Rozkvět města začíná po roce 1869, kdy do něj byla přivedena železnice.
Před první světovou válkou mělo Barvinkove zhruba čtyřiadvacet tisíc obyvatel, několik škol (mimo jiné i jednu německou) a dva kostely.
Městem je Barvinkove od roku 1938.
Za druhé světové války bylo město značně poškozeno. Probíhala zde mimo jiné druhá bitva o Charkov.